# Capo Povorotnyj
Capo Povorotnyj (in russo мыс Поворотный) si trova in Russia, nel Territorio del Litorale (Circondario federale dell'Estremo Oriente). Si affaccia sul mar del Giappone ed è il punto orientale d'ingresso al golfo di Pietro il Grande. Il faro che si trova a capo Povorotnyj (installato nel 1894) è amministrato dalla città di Nachodka, che è situata a nord-ovest.
Circa 3 M a nord-est, al  largo della costa, si trovano le Rocce Incrociatore.